# Рудня (Нижегородская область)
Рудня — деревня в Починковском районе Нижегородской области. Входит в состав Маресевского сельсовета.

## История
В 1965 г. Указом Президиума ВС РСФСР деревня Погибловка переименована в Рудня.

## Население
| 2002 | 2010 |
| ---- | ---- |
| 96   | ↘72  |